# Павел Пешек
Павел Пешек (чеськ. Pavel Pešek; 1974, Опава) — чеський дипломат. Генеральний консул Чеської Республіки у Львові.

## Життєпис
Народився 1974 року в місті Опава. Закінчив філологічний факультет Університету Палацького в Оломоуці, чеська та англійська філологія. Володіє англійською, російською, французькою та українською мовами.
З вересня 2000 року на дипломатичній службі в Міністерстві закордонних справ Чеської Республіки.
З вересня 2000 — листопад 2001 — співробітник Дипломатичної академії Чехії.
З грудня 2001 — вересень 2002 — секретар політичного директора
З жовтня 2002 — вересень 2004 — секретар заступника міністра
З жовтня 2004 — січень 2005 — відділ консульської діяльності
З січня 2005 — квітень 2005 — консульський працівник у Посольстві Чеської Республіки у В'єтнамі
З травня 2005 — жовтень 2009 — керівник консульського відділу у Генеральному консульстві Чеської Республіки в Стамбулі
З жовтня 2009 — лютий 2012 — департамент консульської політики та методології
З червня 2010 — серпень 2010 — керівник консульського відділу Посольства Чеської Республіки в Греції
З січня 2011 — лютий 2012 — представник Чеської Республіки у робочій групі Європейського Союзу «VISA» та у Візовому комітеті. Керівник робочої групи з питань Європейського Союзу та Шенгенської зони
З лютого 2012 — серпень 2016 — керівник консульського відділу Посольства Чеської Республіки в Україні.
З 10 жовтня 2016 року — Генеральний консул Чеської Республіки у Львові